# Orthotrichum vermiferum
Orthotrichum vermiferum är en bladmossart som beskrevs av Lewinsky-haapasaari 1999. Orthotrichum vermiferum ingår i släktet hättemossor, och familjen Orthotrichaceae. Inga underarter finns listade i Catalogue of Life.